# Алкабідеше
Алкабідеше (порт. Alcabideche; МФА: [aɫ.kɐ.bi.ˈdɐj.ʃɨ]) — парафія в Португалії, у муніципалітеті Кашкайш. Розташована в західній частині країни, на теренах історичної португальської провінції Ештремадура. Входить до складу округу Лісабон. За адміністративним поділом, чинним до 1976 року, терени парафії були складовою провінції Ештремадура. Належить до Лісабонського патріархату Католицької церкви. Патрон — святий Вікентій. Площа — 39,7674 км². Населення — 42162 ос. (2011). Сильно урбанізований регіон. Густота населення — 1060,22 осіб/км²
. Код — 110501.

## Населення
| Кількість мешканців | Кількість мешканців | Кількість мешканців | Кількість мешканців | Кількість мешканців | Кількість мешканців | Кількість мешканців | Кількість мешканців | Кількість мешканців | Кількість мешканців | Кількість мешканців | Кількість мешканців | Кількість мешканців | Кількість мешканців | Кількість мешканців |
| ------------------- | ------------------- | ------------------- | ------------------- | ------------------- | ------------------- | ------------------- | ------------------- | ------------------- | ------------------- | ------------------- | ------------------- | ------------------- | ------------------- | ------------------- |
| 1864                | 1878                | 1890                | 1900                | 1911                | 1920                | 1930                | 1940                | 1950                | 1960                | 1970                | 1981                | 1991                | 2001                | 2011                |
| 2 348               | 2 280               | 2 682               | 2 947               | 3 868               | 3 723               | 4 201               | 5 451               | 9 485               | 12 725              | 17 559              | 25 473              | 26 897              | 31 801              | 42 162              |